# Hallenradsport-Weltmeisterschaften

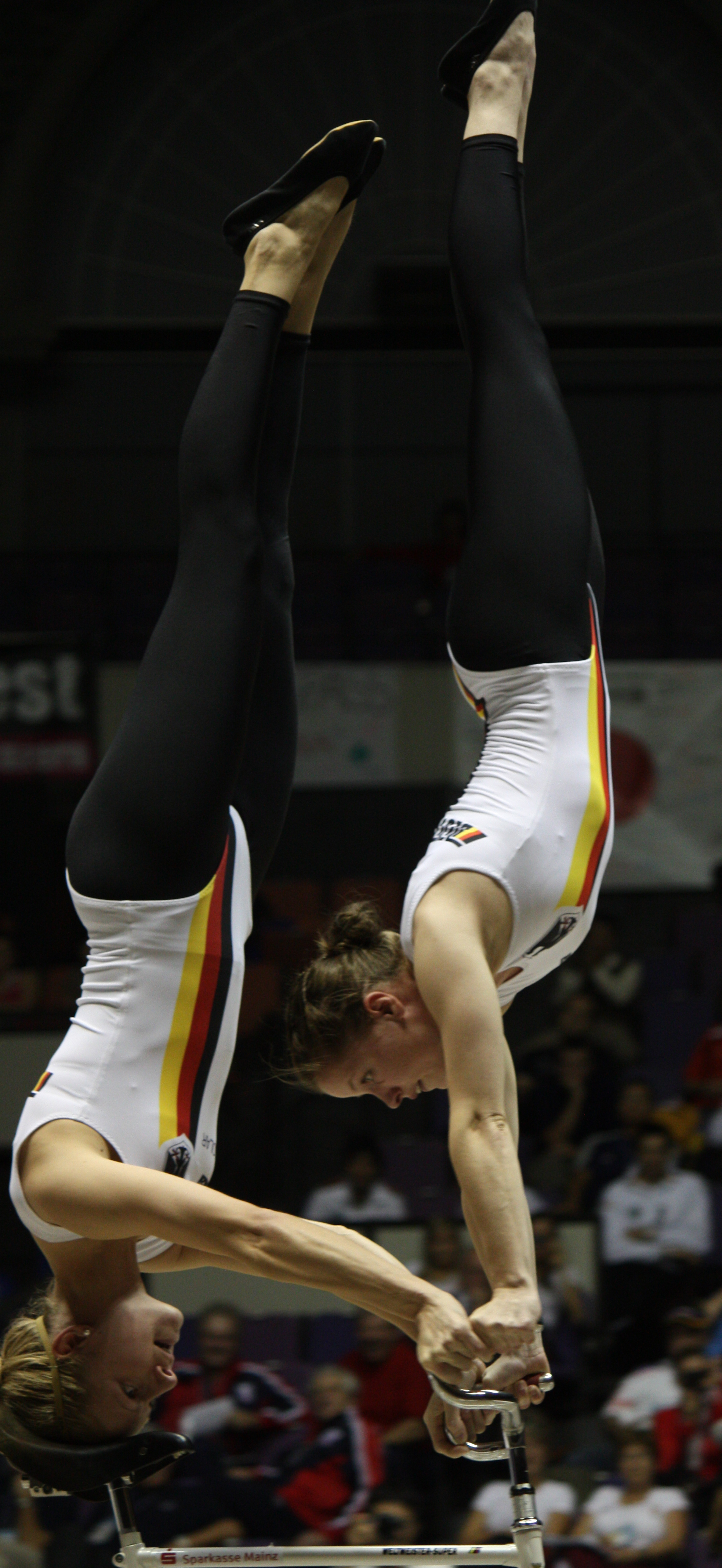
Katrin Schultheis und Sandra Sprinkmeier während der WM 2011

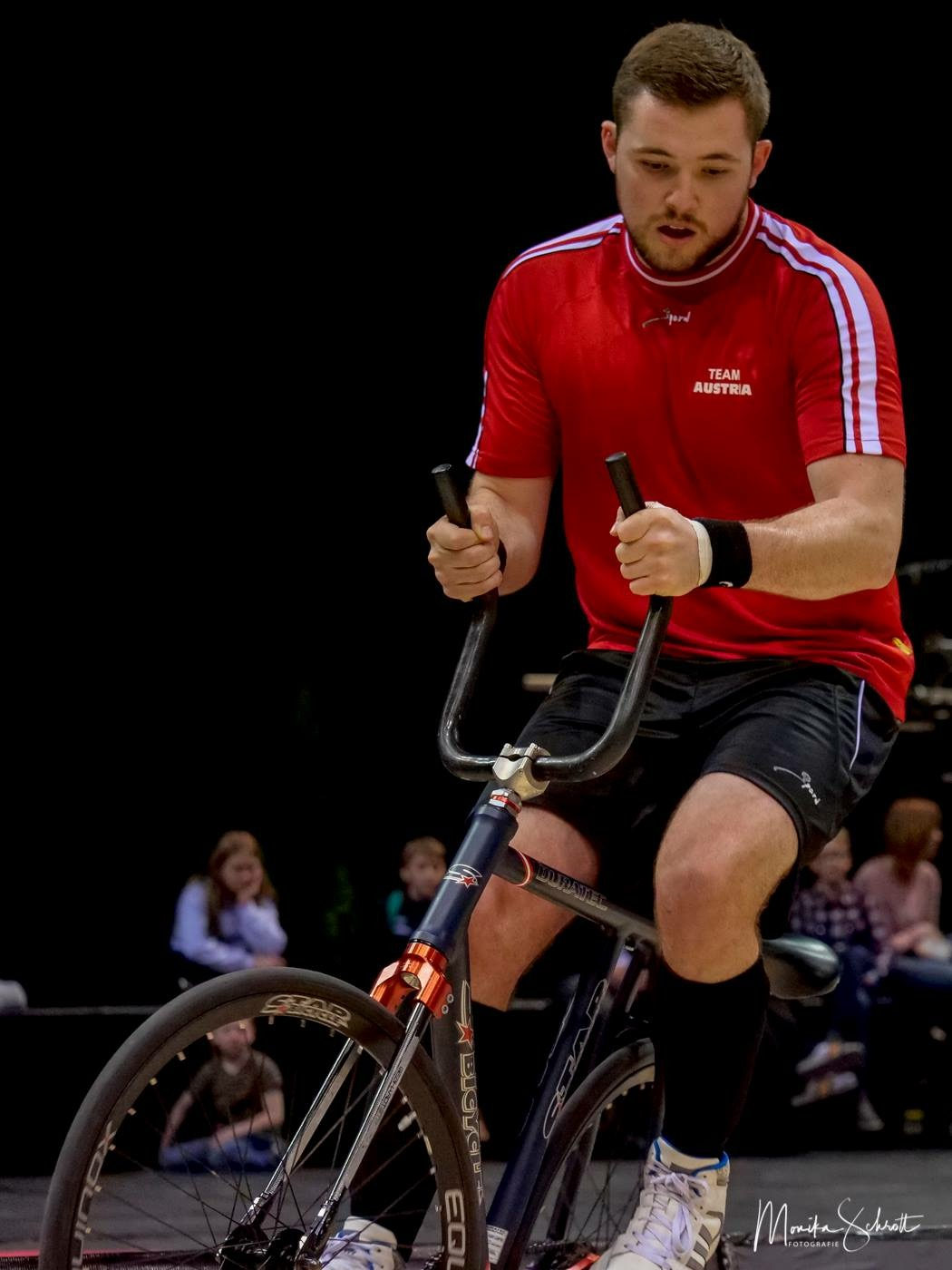
Radballer Patrick Schnetzer während der WM 2018

Die Hallenradsport-Weltmeisterschaften werden vom Radsport-Weltverband UCI organisiert und finden jährlich an wechselnden Orten statt. Dabei werden die Weltmeister im Radball und im Kunstradfahren gekürt.

## Geschichte
Nachdem Radball Ende des 19. Jahrhunderts entstand und Anfang des 20. Jahrhunderts auch in Europa Bekanntheit erlangte, wurden 1930 auf Antrag des Bunds Deutscher Radfahrer erstmals Weltmeisterschaften ausgetragen. Es handelt sich damit nach Bahn und Straße um die drittältesten Radsport-Weltmeisterschaften. Die Wettkämpfe fanden seit 1930 jedes Jahr statt, ausgenommen während des Zweiten Weltkriegs sowie 2020 infolge der Corona-Pandemie.
Ab 1956 wurden nach und nach Wettbewerbe im Kunstradfahren ins Programm aufgenommen, beginnend mit dem Einer der Männer. Eine Reihe weiterer Wettbewerbe wurde zunächst unter verschiedenen Namen (Mémorial Achille Joinard, Europakriterium, Förderpreis etc.) im Beiprogramm durchgeführt, bevor sie Weltmeisterschafts-Status bekamen. Dies betraf das Einer-Kunstradfahren der Frauen (Beiprogramm ab 1959, WM-Status ab 1970), der Zweier der Männer (1958/1986) und der Frauen (1960/1986) und schließlich der Vierer-Wettbewerb (2000/2005). Im Beiprogramm war eine Zeitlang auch das Europakriterium im Sechser-Kunstradfahren, das jedoch nie WM-Status erhielt und nach 1981 wieder verschwand.
Nach Regeländerungen werden zwei der Wettbewerbe mittlerweile in der offenen Klasse ausgetragen, so dass gemischte Mannschaften aus Männern und Frauen antreten können. Dies betraf 2008 zunächst das Zweier-Kunstradfahren der Männer. 2016 trat eine entsprechende Regelung beim Vierer-Kunstradfahren der Frauen in Kraft. 2023 kam ein Radball-Turnier der Frauen hinzu.

### Internationale Beteiligung
Im Radball waren im Laufe der Zeit etwa 30 Nationen mindestens einmal beteiligt, die meisten davon aus Europa und Asien. Frankreich und die Schweiz waren in jedem Turnier dabei, Japan war 1972 durch das Engagement Kurt Erdmanns die erste außereuropäische Nation. Die anderen Kontinentalverbände waren nur vereinzelt vertreten. Deutschland und Österreich zählen zu den häufigsten Teilnehmern. Die DDR beteiligte sich bis 1970 und dann noch einmal 1990, das Saarland von 1952 bis 1955. Liechtenstein war 2017 bis 2019 dabei und gewann jeweils die B-Gruppe. Luxemburg richtete 1952 die Radball-WM aus, war aber noch nie selbst vertreten.
Im Kunstradfahren nahmen bislang etwa 40 Nationen teil, die allermeisten Athleten kamen aus Europa und Asien. Die Schweiz, Deutschland sowie Tschechien (bzw. Tschechoslowakei) waren in allen Kunstrad-Wettkämpfen seit 1956 vertreten. Häufigste und erfolgreichste außereuropäische Nation ist Hongkong, noch nie waren bislang Athleten aus Afrika am Start. Luxemburg beteiligte sich erst einmal (2018), Liechtenstein noch nie.

## Modus
Die Meisterschaften werden über drei Tage ausgetragen. Wie bei den anderen UCI-Weltmeisterschaften treten die Teilnehmer für ihren nationalen Radsportverband an.
Im Radball-Turnier gibt es zwei oder drei Gruppen. Die sechs besten Nationen des Vorjahres spielen in der Gruppe A um den Titel, die anderen Teams in der Gruppe B. In den Gruppen spielt zunächst jede Mannschaft gegen jede andere. Das schlechteste Team der Gruppe A spielt anschließend eine Relegation gegen das beste Team der Gruppe B um den Auf- bzw. Abstieg. Die fünf besten Mannschaften spielen in einem modifizierten K.-o.-System um den Titel.
Im Kunstradfahren wird eine Vorrunde abgehalten. Die besten vier qualifizieren sich für das Finale, dessen Wertung über die Medaillenplätze entscheidet. In den Einer- und Zweier-Wettbewerben kann jeder Verband zwei Startplätze belegen, im Vierer-Wettbewerb einen.
Die Sieger haben das Recht und die Pflicht, ein Jahr lang bei allen offiziellen Turnieren das Regenbogentrikot zu tragen. Von 1996 bis 2015 gab es spezielle Varianten des Trikots mit dem Emblem der Disziplin auf blauem (Radball) bzw. grünem (Kunstrad) Hintergrund.

## Austragungen
Die UCI ist in der Zählweise der Weltmeisterschaften inkonsequent, sie nennt mal 1930 (als Radball eingeführt wurde), mal 1956 (als Kunstradfahren hinzukam) als Beginn der Hallen-WM.
Bis einschließlich 2024 fanden die Radball- bzw. Hallen-Weltmeisterschaften 87 Mal statt, die überwiegende Mehrzahl in Europa. Deutschland (einschließlich DDR) hat 21 Weltmeisterschaften ausgerichtet, die Schweiz 15; auch Frankreich, Österreich, Belgien, Tschechien (bzw. die Tschechoslowakei) und Dänemark waren je mindestens fünfmal Gastgeber. Ebenfalls fünfmal fanden die Weltmeisterschaften in Asien statt, erstmals 1993.
2023 fand die WM erstmals im Rahmen der UCI-Radsport-Weltmeisterschaften zusammen mit den anderen Disziplinen des Radsports statt, was sich 2027 wiederholen soll.
- 1930:  Leipzig
- 1931:  Bern
- 1932:  Straßburg
- 1933:  Paris
- 1934:  Leipzig
- 1935:  Antwerpen
- 1936:  Zürich
- 1937:  Wien
- 1938:  Straßburg
- 1939–1945: nicht ausgetragen
- 1946:  Zürich
- 1947:  Paris
- 1948:  Prag
- 1949:  Kopenhagen
- 1950:  Lüttich
- 1951:  Mailand
- 1952:  Bad Mondorf
- 1953:  Zürich
- 1954:  Köln
- 1955:  Mailand
- 1956:  Kopenhagen
- 1957:  Lüttich
- 1958:  Karl-Marx-Stadt
- 1959:  Stuttgart
- 1960:  Mülhausen
- 1961:  St. Gallen
- 1962:  Wien
- 1963:  Basel
- 1964:  Kopenhagen
- 1965:  Prag
- 1966:  Köln
- 1967:  Baden
- 1968:  Kassel
- 1969:  Erfurt
- 1970:  Ostrau
- 1971:  Baden
- 1972:  Offenburg
- 1973:  Wien
- 1974:  Heerlen
- 1975:  Gent
- 1976:  Münster
- 1977:  Brünn
- 1978:  Herning
- 1979:  Schiltigheim
- 1980:  Rheinfelden
- 1981:  Heerlen
- 1982:  Wiesbaden
- 1983:  Wien
- 1984:  Schiltigheim
- 1985:  St. Gallen
- 1986:  Genk
- 1987:  Herning
- 1988:  Ludwigshafen
- 1989:  Heerlen
- 1990:  Bregenz
- 1991:  Brünn
- 1992:  Zürich
- 1993:  Hongkong
- 1994:  Saarbrücken
- 1995:  Épinal
- 1996:  Johor Bahru
- 1997:  Winterthur
- 1998:  Přerov
- 1999:  Madeira
- 2000:  Böblingen
- 2001:  Kaseda
- 2002:  Dornbirn
- 2003:  Schiltigheim
- 2004:  Tata
- 2005:  Freiburg
- 2006:  Chemnitz
- 2007:  Winterthur
- 2008:  Dornbirn
- 2009:  Tavira
- 2010:  Stuttgart
- 2011:  Kagoshima
- 2012:  Aschaffenburg
- 2013:  Basel
- 2014:  Brünn
- 2015:  Johor Bahru
- 2016:  Stuttgart
- 2017:  Dornbirn
- 2018:  Lüttich
- 2019:  Basel
- 2020: nicht ausgetragen
- 2021:  Stuttgart
- 2022:  Gent
- 2023:  Glasgow
- 2024:  Bremen

## Palmarès
Die untenstehende Grafik fasst zusammen, welche Wettbewerbe zu welchen Zeitpunkten seit 1930 ausgetragen wurden. Die Medaillengewinner jedes Wettbewerbs stehen unter dem jeweiligen Verweis.
Die gegenwärtigen, bei den Weltmeisterschaften 2024 ermittelten Titelträger sind wie folgt:
| Wettbewerb           | Land        | Titelträger                                                      |
| -------------------- | ----------- | ---------------------------------------------------------------- |
| Radball Männer       | Deutschland | Raphael Kopp Bernd Mlady                                         |
| Radball Frauen       | Deutschland | Judith Wolf Danielle Holzer                                      |
| Einer Männer         | Spanien     | Emilio Arellano                                                  |
| Einer Frauen         | Deutschland | Lara Füller                                                      |
| Zweier offene Klasse | Deutschland | Lea-Victoria Styber Nico Rödiger                                 |
| Zweier Frauen        | Deutschland | Henny Kirst Antonia Bärk                                         |
| Vierer offene Klasse | Schweiz     | Stefanie Haas Sarah Manser Selina Niedermann Valerie Unternährer |

## Medaillenspiegel
Die Medaillenverteilung spiegelt die geographischen Schwerpunkte des Hallenradsports wider. Zwei Drittel der Goldmedaillen gingen bislang an Deutschland, die meisten übrigen an die anderen traditionellen Kunstrad- und Radball-Länder Schweiz, Österreich und Tschechien (bzw. Tschechoslowakei). Die Siege Spaniens und Portugals gehen wiederum auf das Konto von in Deutschland lebenden Fahrerinnen und Fahrern, den Schwestern Carvalho aus Westfalen und Emilio Arellano vom RV Oberjesingen. Frankreich errang mehr als 30 Medaillen, war aber noch nie siegreich.
In der unten stehenden Tabelle sind nur die Wettbewerbe mit offiziellem Weltmeisterschafts-Charakter enthalten. Nicht enthalten sind die Wettbewerbe im Sechser-Rasenradball, von denen nur rudimentäre Daten vorliegen und wo Frankreich 1930 den ersten Titel holte; siehe Radball der Männer.
Stand: nach den Weltmeisterschaften 2024
| Platz  | Land             | Gold | Silber | Bronze | Gesamt |
| ------ | ---------------- | ---- | ------ | ------ | ------ |
| 1      | Deutschland      | 212  | 189    | 56     | 457    |
| 2      | Schweiz          | 36   | 44     | 74     | 154    |
| 3      | Tschechoslowakei | 27   | 16     | 22     | 65     |
| 4      | Österreich       | 14   | 20     | 53     | 87     |
| 5      | Tschechien       | 8    | 14     | 30     | 52     |
| 6      | DDR              | 4    | 9      | 9      | 22     |
| 7      | Portugal         | 4    | 2      | 4      | 10     |
| 8      | Spanien          | 1    | 2      | 6      | 9      |
| 9      | Frankreich       | 0    | 8      | 25     | 33     |
| 10     | Slowakei         | 0    | 1      | 6      | 7      |
| 11     | Japan            | 0    | 1      | 0      | 1      |
| 12     | Hongkong         | 0    | 0      | 13     | 13     |
| 13     | Belgien          | 0    | 0      | 5      | 5      |
| 14     | Macau            | 0    | 0      | 2      | 2      |
| Gesamt | Gesamt           | 306  | 306    | 305    | 917    |

1. ↑  soweit durch den Bund Deutscher Radfahrer vertreten